# Żółw czerwonolicy
Żółw czerwonolicy, żółw czerwonouchy (Trachemys scripta elegans) – podgatunek żółwia ozdobnego (Trachemys scripta) z podrzędu żółwi skrytoszyjnych z rodziny żółwi błotnych (Emydidae).

## Występowanie
Naturalnie żółw ten występuje w Ameryce Północnej – w USA i północno-wschodnim Meksyku. Introdukowany w wielu krajach świata, uznawany za inwazyjny.
W Polsce na wolności pojawił się najprawdopodobniej w 1996 r. na skutek wypuszczania go przez osoby, które trzymały go w terrariach domowych. Dziś pojedyncze osobniki lub niewielkie grupy tych żółwi stwierdzane są na terenie niemal całego kraju, a ze względu na zdolności aklimatyzacyjne postrzegane są jako obcy gatunek inwazyjny, który z powodu swej żarłoczności silnie zmienia ekosystemy wodne, a ponadto może stanowić konkurencję dla rodzimego żółwia błotnego (Emys orbicularis).

## Opis
Karapaks owalny i spłaszczony z nieznaczną stępką barwy oliwkowozielonej do prawie czarnej u niektórych starszych samców. U młodych osobników pancerz i skóra ma kolor od żółto-zielonego do ciemnozielonego. Po bokach zielonej głowy występują rozszerzające się do tyłu czerwone paski, a poniżej paski jasnożółte. Palce stóp łączy błona pławna. Samce są zazwyczaj mniejsze od samic i mają dłuższe i grubsze ogony oraz dłuższe pazury. Długość życia wynosi pomiędzy 20 a 30 lat, jednak czasami można spotkać żółwie ponad 40 letnie.

### Rozmiary
Długość pancerza od 12,5–30 cm.

### Biotop
Większe zbiorniki ze stojącą wodą.

### Pokarm
W diecie młodych osobników przeważa pokarm zwierzęcy. Wraz z wiekiem 90% osobników staje się roślinożercami. Uzupełnieniem ich diety są wodne owady, ślimaki, kijanki, raki i ryby. Pokarm muszą połykać w wodzie, gdyż z powodu braku mięśnia poruszającego językiem nie potrafią go przesuwać.

### Zachowanie
Zimuje w mule na dnie zbiorników wodnych. Gdy wygrzewa się w słońcu, przyjmuje charakterystyczną pozycję, rozkładając szeroko odnóża przednie, a tylne do tyłu z odwróconymi podeszwami do góry.

### Rozmnażanie
Gody odbywa wczesną wiosną. Samica składa od maja do lipca do dołka w ziemi zwilżonego moczem 4–23 jaja dwa lub trzy razy w sezonie. Młode wylęgają się po 2 do 2,5 miesiącach między lipcem a wrześniem i mierzą ok. 2,5 cm. Jeżeli wylęg nastąpi późną jesienią, młode mogą przezimować w gnieździe i wyjść z niego dopiero na wiosnę.

## Hodowla w terrarium

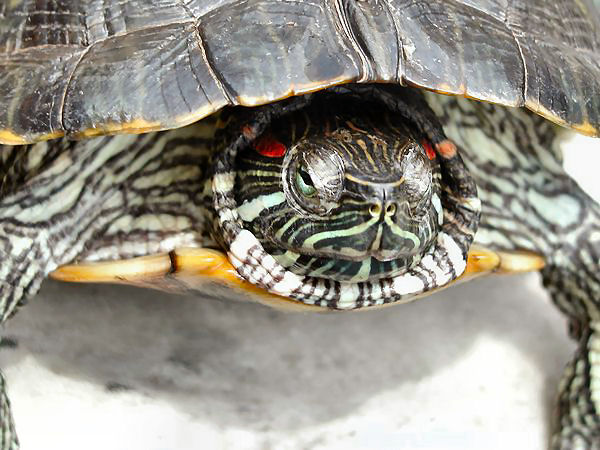
Zbliżenie

### Dieta
W hodowli domowej należy zapewnić żółwiowi warunki jak najbardziej zbliżone do naturalnych. Dlatego w skład diety powinny wchodzić pokarmy podobne do takich, jakie zwierzę mogłoby znaleźć na wolności. Podstawę diety powinny stanowić żywe ryby, ślimaki, larwy zwierząt wodnych, skorupiaki oraz wszelkie rośliny wodne. Urozmaiceniem diety mogą być dżdżownice, niewielkie owady, rośliny łąkowe, jak np. mniszek lekarski. Żółwiom nie należy podawać mięsa ssaków i ptaków, jak również owoców i warzyw. Jest to pokarm nienaturalny i po dłuższym podawaniu ma bardzo niekorzystny wpływ na gada.

### Akwaterrarium

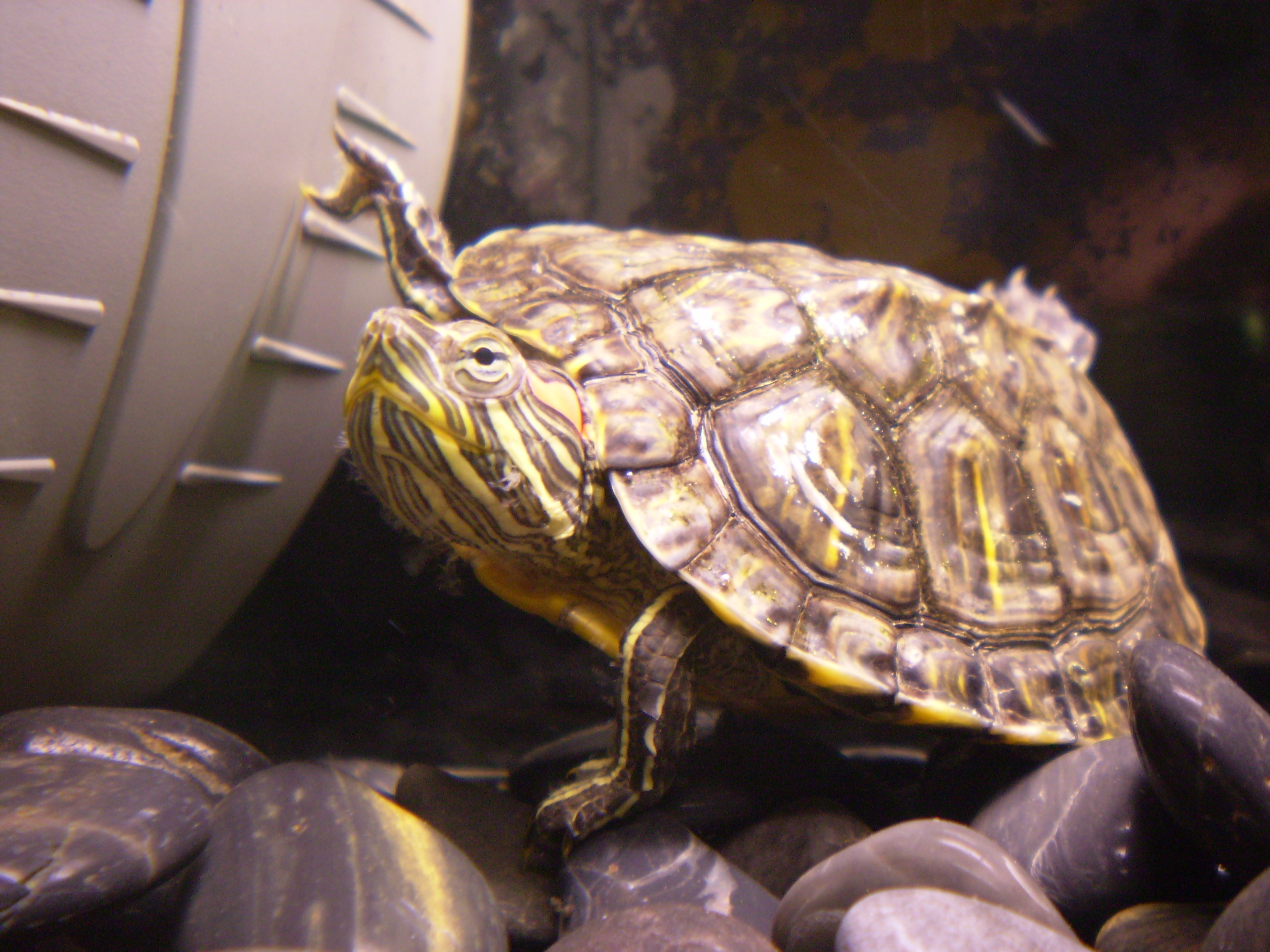
Żółw czerwonolicy w akwarium

Akwarium dla żółwia powinno być jak największe. Minimalne wymiary, to długość: 5*długość karapaksu żółwia, szerokość: 3*długość karapaksu żółwia, wysokość: jak największa, ważne, żeby poziom wody w akwarium wynosił minimum 1,5 razy długość karapaksu żółwia. Akwarium powinno być wyposażone w wydajny system filtracyjny, gdyż żółwie bardzo szybko zanieczyszczają wodę. Żółw powinien też mieć wyspę, na którą może wyjść i się wygrzewać. Nad wyspą powinna być umieszczona żarówka grzewcza (nie może być umieszczona zbyt nisko, by żółw nie doznał poparzeń) oraz świetlówka UVB, zastępująca naturalne promienie słoneczne. W miarę możliwości należy zapewniać żółwiowi częste kąpiele słoneczne, z umożliwieniem mu ukrycia się w cieniu, by żółw nie doznał udaru. Najlepiej urządzić wybieg zewnętrzny z oczkiem wodnym, odpowiednio ogrodzony, aby żółw nie mógł uciec, a także osłonięty od wiatru, ponieważ żółw może się wychłodzić.

## Rozpoznawanie płci żółwi czerwonolicych
U młodych żółwi płeć jest nierozpoznawalna, długość pazurów czy ogona może być myląca. Dopiero z wiekiem cechy płciowe stają się wyraźnie widoczne. Przyjmuje się, że płeć można rozpoznać u 2–3-letnich żółwi.
U samców tego gatunku dość charakterystyczne są długie pazury. Chodzi dokładnie o trzy środkowe pazury przednich łap, które są kilkukrotnie dłuższe od pozostałych dwóch pazurów.
Drugą widoczną różnicą pomiędzy samcem i samicą jest ogon. Ogon samicy równomiernie zwęża się do tyłu jest prosty i smukły. Otwór kloaczny jest umiejscowiony w połowie długości ogona lub bliżej ciała żółwia. U samców ogon jest trochę dłuższy, gruby, a dopiero na końcu się zwęża, otwór kloaczny znajduje się dalej od ciała, wyraźnie za połową długości ogona. Za kloaką ogon wyraźnie się zwęża.

## Prawo
Żółwie czerwonolice były masowo sprowadzane na teren Unii Europejskiej, a następnie sprzedawane w sklepach zoologicznych jako „żywe zabawki”. Bardzo często zdarzało się, że żółwie były wyrzucane przez nieodpowiedzialnych hodowców. Bardzo szybko zadomawiają się w obcym środowisku, przez co stanowią zagrożenie dla rodzimych gatunków flory i fauny. Rozporządzenie Rady UE nr 338/97/EC z dnia 9 grudnia 1996 r. wymienia ten gatunek żółwi w załączniku B. Oznacza to, że na ich przewóz przez granicę Unii Europejskiej wymagane jest zezwolenie Ministra Środowiska. W Polsce na podstawie ustawy o ochronie przyrody (Dz. U. Nr 92, poz. 880)  posiadanie tego gatunku żółwia wymaga rejestracji w Wydziale Ochrony Środowiska miejscowego starostwa powiatowego w ciągu 14 dni od daty jego nabycia. Podczas rejestracji należy udowodnić legalne pochodzenie żółwia przez przedstawienie dowodu zakupu żółwia lub zaświadczenia lekarza weterynarii, że zwierzę zostało urodzone w hodowli.
Żółwie czerwonolice w Polsce uznawane są za gatunek inwazyjny. Od 2012 roku przetrzymywanie, hodowla, rozmnażanie, oferowanie do sprzedaży i zbywanie tego gatunku jest możliwe wyłącznie po uzyskaniu zezwolenia właściwego regionalnego dyrektora ochrony środowiska (art. 120 ust. 2 pkt 2 ustawy o ochronie przyrody).